# Georges de la Chapelle
Georges de la Chapelle (* 16. Juli 1868 als Luc Henri Hervé Guy Gardye de la Chapelle in Farges-Allichamps; † 27. August 1923) war ein französischer Tennisspieler um die Wende vom 19. zum 20. Jahrhundert.
Er gewann bei den Olympischen Sommerspielen 1900 in Paris die Bronzemedaille im Herrendoppel. Er unterlag mit seinem Landsmann André Prévost im Semifinale den späteren Silbermedaillengewinnern Basil Spalding de Garmendia und Max Décugis in zwei Sätzen mit 2:6, 4:6. In der Einzelkonkurrenz war er nicht angetreten. Nur vier weitere Turnierteilnahmen sind bekannt. Drei Turniere 1901 sowie ein weiteres im Jahr 1902. Allesamt gingen in der ersten Runde zu Ende.
Chapelle lebte im 16. Arrondissement von Paris und war Grundbesitzer.